# Pseudalea
Pseudalea là một chi bướm đêm thuộc họ Erebidae.